# Avia Świdnik (piłka siatkowa)
MKS Avia Świdnik – polski klub siatkarski z siedzibą w Świdniku, utworzony w 1952 roku jako sekcja siatkarska wielosekcyjnego Fabrycznego Klubu Sportowego Avia Świdnik. Największymi sukcesami Avii było zajęcie 3. miejsca na Mistrzostwach Polski 1975/1976 oraz 3. miejsca w Pucharze Polski 1974/1975. Obecnie, klub uczestniczy w rozgrywkach TAURON 1. Ligi.
Barwy Avii Świdnik reprezentowali w przeszłości wspaniali zawodnicy, m.in. Tomasz Wójtowicz i Lech Łasko.

## Historia

### Chronologia nazw[2]
- 1952: Robotniczy Klub Sportowy (RKS) Stal Świdnik
- 1953: Fabryczny Klub Sportowy (FKS) Avia Świdnik
- 1998: Klub Sportowy (KS) Avia Świdnik
- 2000: Autonomiczna Sekcja Piłki Siatkowej (ASPS) Avia Świdnik
- 2017: Miejski Klub Sportowy (MKS) Avia Świdnik
- 2020: Polski Cukier Avia Świdnik
- 2022: PZL Leonardo Avia Świdnik

### XX wiek
Zespół piłki siatkowej powstał przy RKS Stal Świdnik w 1952 roku z inicjatywy Mieczysława Słońca i Ryszarda Czajkowskiego - wielkich entuzjastów tej dyscypliny. Początkowo siatkarskie zawody organizowano na lotnisku i w parku, ale wkrótce siatkarze doczekali się swojego obiektu na klubowych kortach. Długoletnim opiekunem sekcji był późniejszy kierownik i trener drużyny inż. Włodzimierz Cieplak.
Siatkarze Avii zaczęli sportowe zmagania w A klasie, po czym w 1958 roku awansowali do II ligi. Niestety już dwa lata później zespół spadł do niższej klasy rozgrywkowej, ale ponownie awansował do II ligi w roku 1962. Następnie był okres gry w lidze rzeszowsko-lubelsko-kieleckiej (1966–1970) i ponowny atak na II ligę zakończony sukcesem (1970–1973).
Rok 1974 zapisał się złotymi zgłoskami w historii świdnickiego klubu. Siatkarze Avii zdobyli 3. miejsce w Pucharze Polski oraz awansowali do ekstraklasy – ówczesnej najwyższej klasy rozgrywkowej. Zespół zwyciężył w decydującym spotkaniu w turnieju czterech drużyn z renomowaną Gwardią Wrocław. W batalii o awans do I ligi barw klubowych bronili: Tomasz Wójtowicz, Wojciech Wójtowicz, Mieczysław Rzędzicki, Ryszard Rzędzicki, Andrzej Łuszczuk, Mirosław Rusakiewicz, Kazimierz Patrzała, Jerzy Miszczuk, Ryszard Zieliński, Tadeusz Skaliński, Mieczysław Szklarz, Henryk Siennicki i Zdzisław Pyc. Natomiast kadrze przewodził duet trenerski: Jerzy Welcz i Kazimierz Wójtowicz.
Inauguracyjny występ beniaminka ze Świdnika w sezonie 1974/1975 wypadł bardzo okazale. Zespół uplasował się na czwartym miejscu w tabeli.
Przez kilka lat Avia była czołową drużyną polskiej siatkówki, a jej zawodnicy: Tomasz Wójtowicz i Lech Łasko walczyli w reprezentacji Polski, zdobywając tytuły mistrzów świata i złote medale olimpijskie.
Na cudowną przemianę w latach 70. złożyły się trzy elementy. Po pierwsze, siatkarskie talenty tamtego pokolenia, które ściągnęły do Avii z całego regionu. Po drugie, wsparcie finansowe ze strony WSK Świdnik. Po trzecie wreszcie, dobra baza treningowa. W połączeniu ze zdolnościami świetnych trenerów, do których zespół miał wybitne szczęście, stanowiło to doskonały materiał do stworzenia silnego teamu, zdolnego wywalczyć nawet tytuł mistrza Polski.
Siatkarski sezon 1975/1976 był niezwykle udany dla klubu ze Świdnika. Avia zdobyła wtedy brązowy medal mistrzostw Polski. Byli rewelacją rozgrywek, a na ich mecze przychodziły tłumy kibiców. Hala w Świdniku pękała w szwach już na kilka godzin przed spotkaniami. Był to jeden z najlepszych sezonów Avii w lidze siatkówki.
Jednakże w tym sezonie, w drodze powrotnej z meczu z Płomieniem Milowice, zdarzył się tragiczny wypadek samochodowy, w którym zginęli zawodnicy Henryk Siennicki i Zdzisław Pyc. Była to dla drużyny ogromna strata. Zespół stawiany w roli pretendenta do mistrzostwa, zakończył zmagania z brązowymi medalami. Najcenniejszego tytułu mistrzowskiego, nie udało się nigdy wywalczyć.

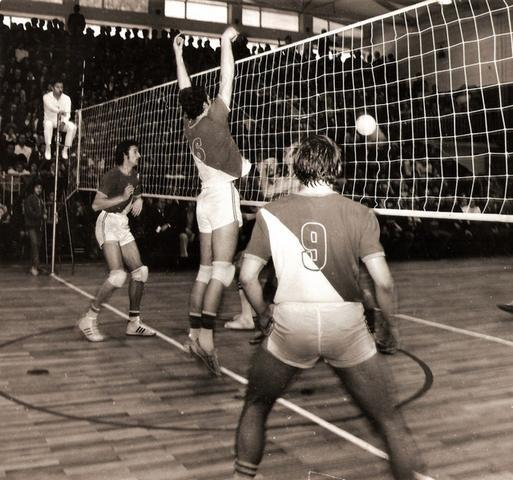
Początki siatkówki w Świdniku. Mecz przy pełnych trybunach

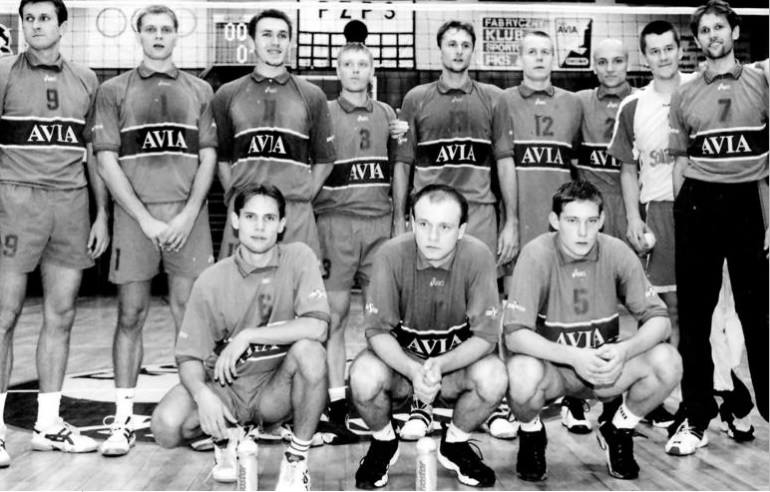
Kadra Avii Świdnik w latach 90.

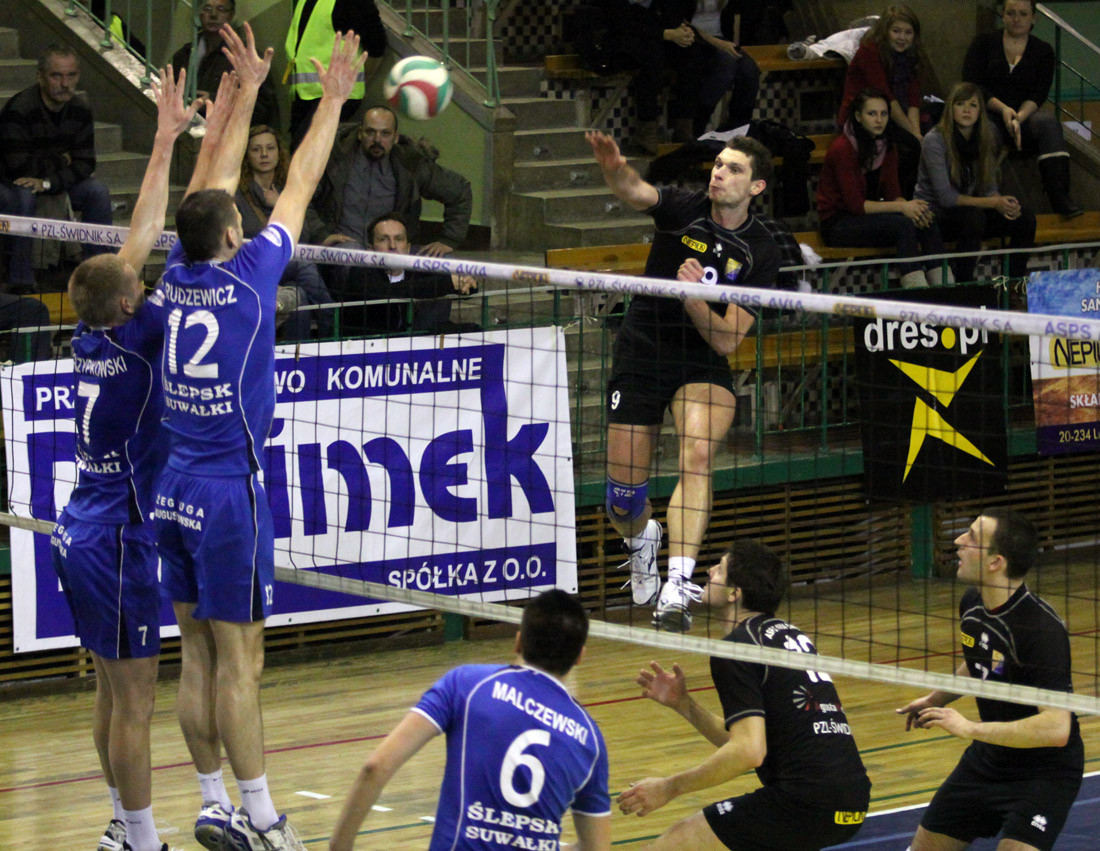
Avia Świdnik w zwycięskim meczu ze Ślepskiem Suwałki, 2010 rok

W tamtym czasie rzadko której drużynie udawało się wygrać z Avią w Świdniku. Najlepszym przykładem są legendarne pojedynki ze wspomnianym Płomieniem Milowice, jedną z najmocniejszych drużyn ówczesnej ekstraklasy, kiedy Avia, przegrywając 0:2, potrafiła jeszcze odmienić losy meczu i zwyciężyć.
Takie spotkania z Milowicami, Resovią, Olsztynem, Częstochową, Wrocławiem i Krakowem budowały wokół siatkówki fantastyczną atmosferę. Każdy poniedziałek w WSK rozpoczynał się w tych latach od dyskusji na temat wyników weekendowych spotkań.
W przeciągu pierwszych 25 lat gry, siatkarze Avii zdobyli między innymi: I miejsce o Puchar Wyzwolenia Szczecina, Stalowy Puchar Nowej Huty, oraz puchar w międzynarodowym turnieju z udziałem drużyn Wissenschaft Berlin i Łokomotiw Płowdiw. Natomiast zespół trenowany był przez Zbigniewa Drobka, inż. Mieczysława Krzeszowca, Lucjana Czajkowskiego, Waldemara Pielaka, Jerzego Welcza, Stanisława Mazura oraz Kazimierza Wójtowicza.
Osłabiona wspomnianym wypadkiem drużyna spadła na wiele lat do drugiej ligi (dzisiejsza I liga). Ponowny awans do ekstraklasy Avia uzyskała dopiero w sezonie 1989/1990.
W 2000 roku z klubu Avia Świdnik wydzielono sekcje, które przekształcono w samodzielne stowarzyszenia, co dało początek Autonomicznej Sekcji Piłki Siatkowej.

### XXI wiek
W 2004 roku, podczas powrotu z meczu z Orłem Międzyrzecz, doszło do kolejnego wypadku samochodowego, w którym zginęli zawodnicy: Wojciech Trawczyński, Jakub Zagaja i Łukasz Jałoza.
Drużynę prowadzili następnie Krzysztof Lemieszek (wieloletni zawodnik Avii) i Sławomir Czarnecki. W sezonie 2010/2011 drużyna spadła do II ligi. Trenerem został wówczas Mariusz Kowalski, a rok później Marcin Jarosz. W sezonie 2012/2013 Avia zakończyła rozgrywki na 1. miejscu w grupie oraz w turniejach finałowych, nie odnosząc przy tym żadnej porażki.
W 2017 roku Autonomiczna Sekcja Piłki Siatkowej została przejęta przez miasto i włączona w struktury Miejskiego Klubu Sportowego.

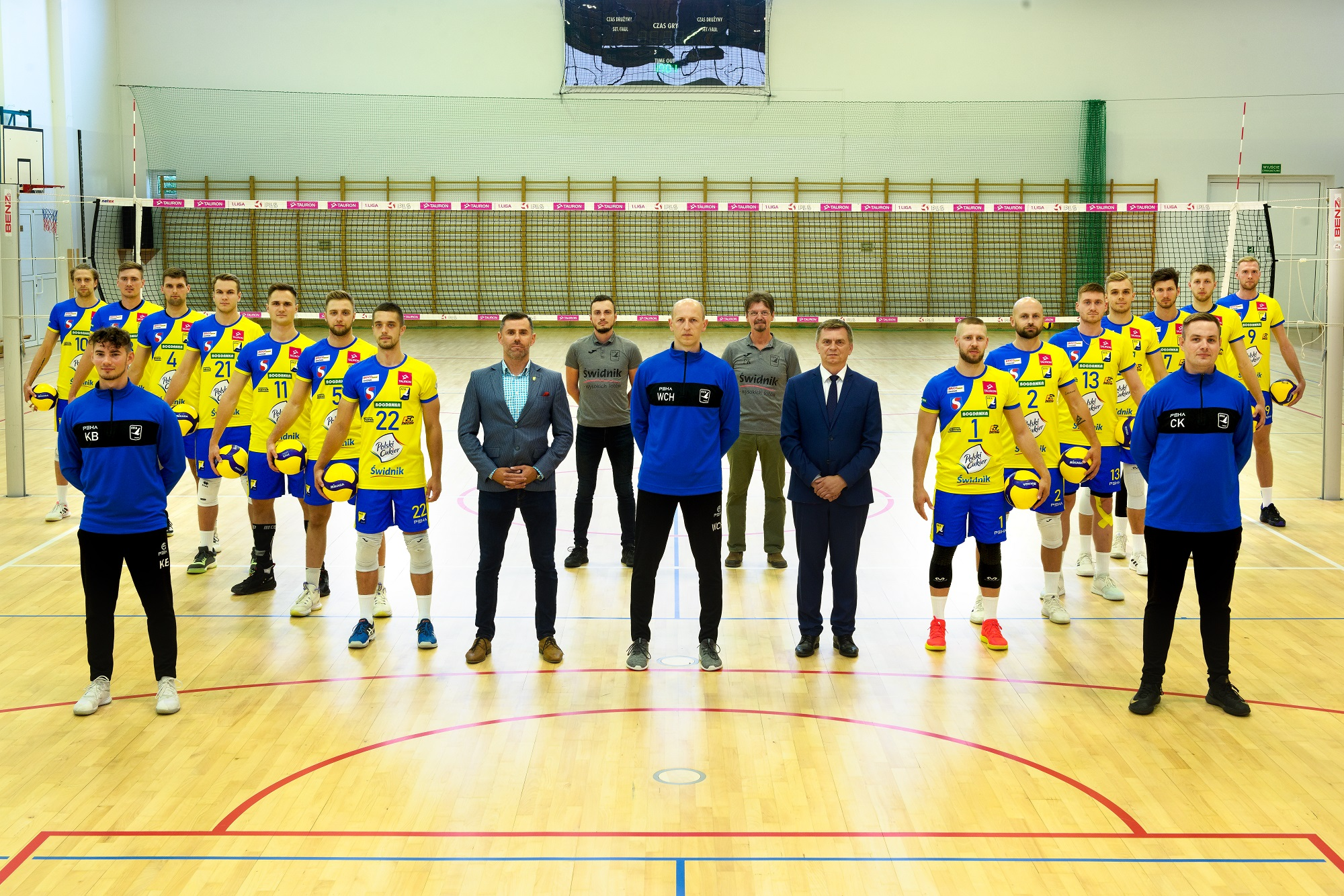
Kadra Avii Świdnik, sezon 2021/2022

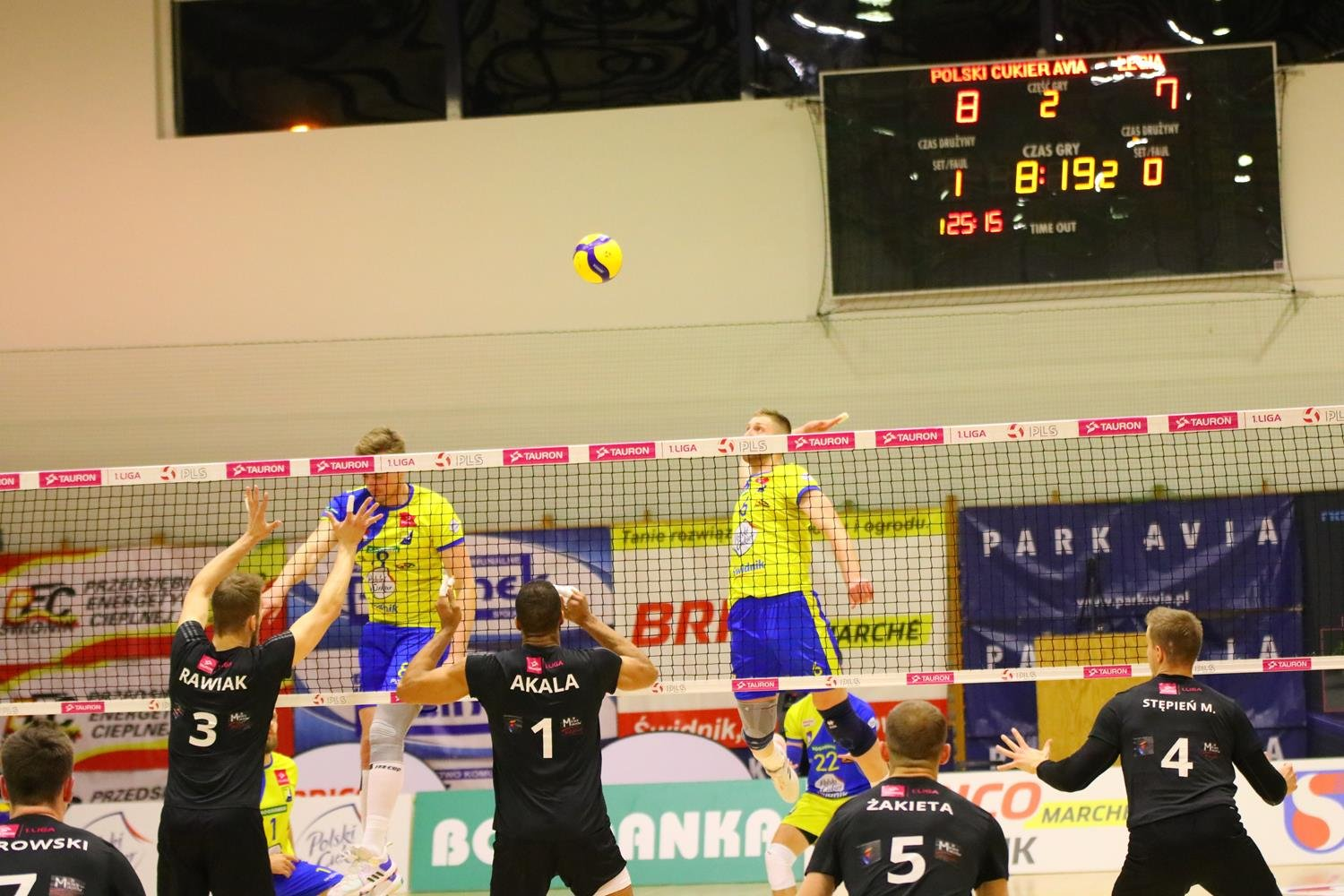
Avia Świdnik w zwycięskim meczu z Legią Warszawa, 2022 rok

W 2019 roku stanowisko trenera zespołu objął Witold Chwastyniak. Pod jego wodzą Avia awansowała w 2020 roku do TAURON 1. Ligi. Sezon 2019/20 został przerwany z powodu COVID-19, a awanse zostały rozdane przy zielonym stoliku. Zespół, grając jako beniaminek, zakończył sezon 2020/2021 na wysokiej 6. pozycji.

## Sukcesy
- Mistrzostwa Polski:
  -  3. miejsce: 1976
- Puchar Polski:
  -  3. miejsce: 1975
- I Liga:
  -  3. miejsce: 2006/2007, 2008/2009, 2009/2010

- Memoriał Tragicznie Zmarłych Siatkarzy Avii:
  -  1. miejsce: 2005, 2011, 2012, 2017, 2019, 2021
- Towarzyski Turniej Miast Europejskich „City Volley Cup”:
  -  1. miejsce: 2019

## Kadra i sztab szkoleniowy[11]
- Pierwszy trener:  Witold Chwastyniak
- Drugi trener:  Jakub Guz
- Statystyk:  Cezary Kostaniak
- Fizjoterapeuta:  Konrad Buszko
- Lekarz Zespołu:  Piotr Koper

| Nr | Imię i nazwisko   | Data ur.   | Wzrost | Pozycja      |
| -- | ----------------- | ---------- | ------ | ------------ |
| 1  | Kamil Durski      | 28.04.1993 | 182    | rozgrywający |
| 2  | Jakub Guz         | 05.06.1984 | 190    | libero       |
| 4  | Konnrad Machowicz | 07.02.1996 | 196    | środkowy     |
| 5  | Łukasz Walawender | 19.07.1996 | 189    | rozgrywający |
| 6  | Kamil Kosiba      | 22.02.1999 | 200    | przyjmujący  |
| 7  | Mateusz Siwicki   | 23.07.1996 | 200    | środkowy     |
| 8  | Rafał Obermeler   | 27.06.1992 | 198    | środkowy     |
| 9  | Jakub Urbanowicz  | 14.08.1993 | 203    | przyjmujący  |
| 10 | Mateusz Rećko     | 30.05.1998 | 196    | atakujący    |
| 11 | Bartomiej Żywno   | 27.02.1997 | 189    | atakujący    |
| 13 | Przemysław Toma   | 17.09.1993 | 193    | środkowy     |
| 20 | Łukasz Kalinowski | 27.09.1995 | 196    | przyjmujący  |
| 21 | Szymon Seliga     | 14.12.1998 | 194    | przyjmujący  |
| 22 | Tomasz Kuś        | 29.09.1995 | 184    | libero       |

## Obiekty sportowe

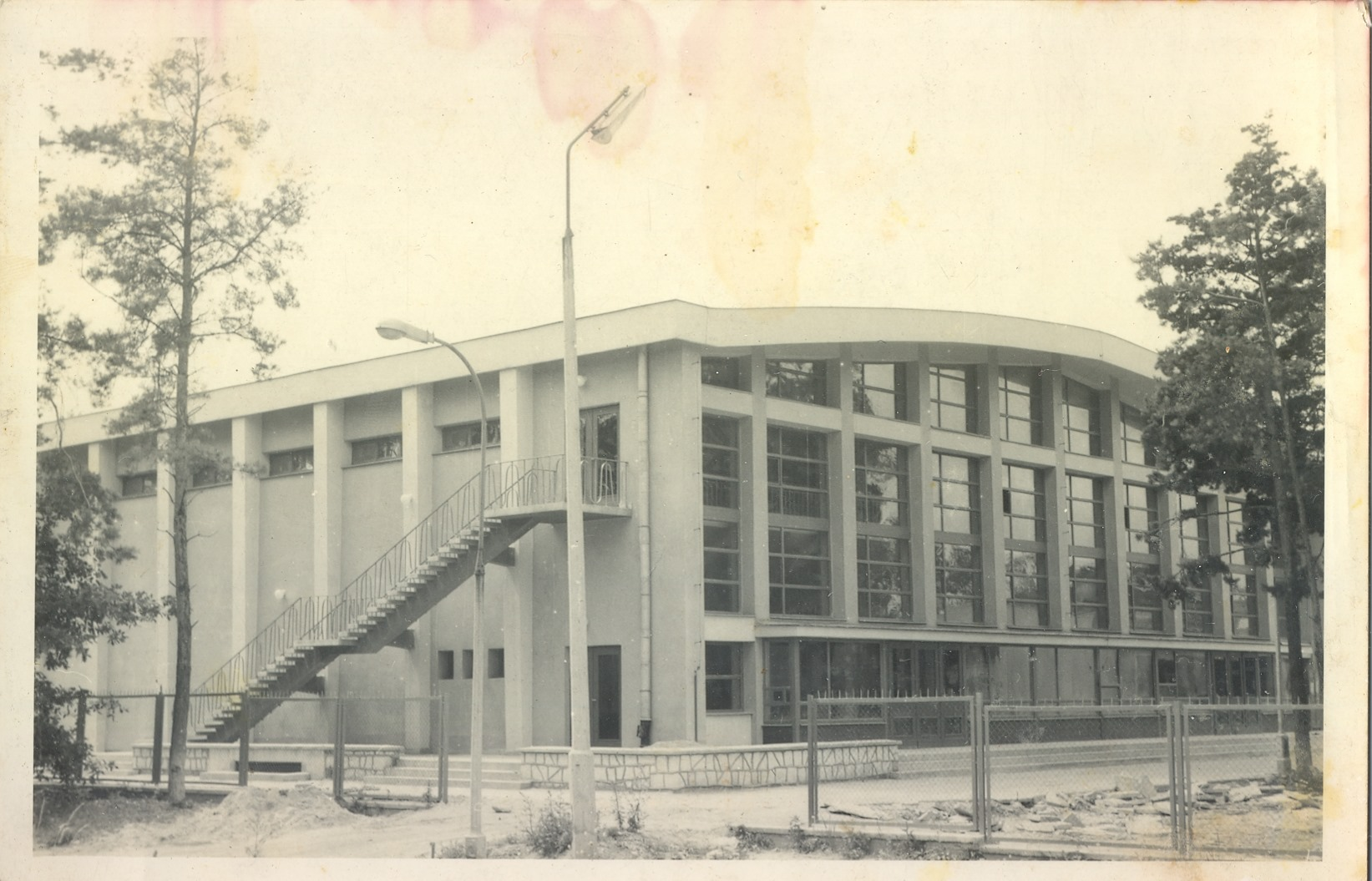
Dawna hala sportowa przy ul. Fabrycznej niedługo po wybudowaniu

Pierwsze w Świdniku prawdziwe boisko do siatkówki zostało oddane do użytku 1 kwietnia 1964 roku, natomiast hala sportowa stanęła pięć lat później przy ulicy Fabrycznej. Otwarcie przypadło na dzień 15 października 1969 roku. Hala wyposażona była w boisko do siatkówki, koszykówki, ale także krytą pływalnię, siłownię i salę bokserską. Drużyna siatkarska Avii swoje mecze rozgrywała na tym obiekcie aż do roku 2013.
W 2013 zespół przeniósł się do hali sportowej Szkoły Podstawowej nr 7 w Świdniku i rozgrywa tam swoje mecze do dzisiaj. Hala liczy 500 miejsc siedzących. Obiekt ten ma stanowić tymczasowe rozwiązanie na czas budowy nowej hali.
Rada Miasta Świdnik w projekcie uchwały budżetowej na rok 2022 zabezpieczyła sfinansowanie projektu Multifunkcyjnego Centrum Rozwoju z halą sportową dla siatkarzy Avii. Według założeń obiekt powstanie przy ulicy Stefana Grota-Roweckiego i ma być gotowy w 2024 roku.

## Memoriał Tragicznie Zmarłych Siatkarzy
Od 2005 roku klub organizuje coroczny memoriał ku pamięci jego tragicznie zmarłych siatkarzy. Do tej pory odbyło się siedemnaście edycji tego wydarzenia.
W sportowym pojedynku stają naprzeciw siebie różne zespoły, w tym oczywiście reprezentacja gospodarzy.
W ostatniej, XVII edycji Memoriału, pierwsze miejsce zajęła Avia, zwyciężając w finale z zespołem Lechii Tomaszów Mazowiecki.
W 2022 roku w memoriale, oprócz gospodarzy, brały udział drużyny: Projektu Warszawa, Trefla Gdańsk oraz Czarnych Radom. Cały turniej wygrał zespół z Warszawy, a statuetkę MVP zdobył Artur Szalpuk

## Sponsorzy
Sponsor główny
- Miasto Świdnik

Sponsor tytularny
- PZL-Świdnik

Pozostali
- Lubelski Węgiel „Bogdanka” S.A.
- Pegimek Sp. z o.o.
- PEC Świdnik Sp. z o.o.
- Zielona Energia Sp. z o.o.
- Bricomarché Świdnik